# China Gate (film 1998)
China Gate e un film del 1998, diretto da Rajkumar Santoshi.

## Colonna sonora
1. Sonu Nigam, Hariharan, Vinod Rathod – Hum Ko To Rahna Hai Ek Duje Ke Sath
2. Anu Malik, Sapna Awasthi – Chhama Chhama
3. Vinod Rathod, Shankar Mahadevan, Alka Yagnik – Chamma Chamma
4. Sonu Nigam – Is Mitti Ka Karz Tha Mujhpe Maine Apna Karz Chukaya

### Chamma Chamma
Chamma Chamma è un brano musicale del film di Bollywood China Gate, cantato da Alka Yagnik, Vinod Rathod e Shankar Mahadevan, con musiche di Anu Malik, pubblicato nel 1998. La canzone fu utilizzata anche nel film Moulin Rouge! di Bazz Luhrmann.

#### Cover
La cantante indiana Neha Kakkar ha realizzato una cover del brano nel 2018 con il titolo omonimo.